# Uniq
uniq je v informatice nástroj v unixových systémech pro příkazový řádek, který slouží k odstranění duplicitních hodnot (řádků). Nejčastěji se používá společně s příkazem sort, kde ve výpisu odstraňuje duplicitní řádky. Při porovnávání se rozlišují malá a velká písmena (tzv. case sensitive), a proto je možné, že ve výpisu budou duplicitní hodnoty s malými a velkými písmeny.

## Příklady
Za symbolem ‚$‘ je příkaz (příkazy) zadané uživatelem/uživatelkou:
```
$ cat seznam.txt
Tomáš
Petr
Pavel
Lukáš
Jana
Helena
Petr
Karel
Jana
petr
```

Utřídění souboru bez duplicitních řádků (s nastaveným českým locales):
```
$ sort seznam.txt | uniq
Helena
Jana
Karel
Lukáš
Pavel
petr
Petr
Tomáš
```

Utřídění souboru a výpis duplicitních řádků; přepínač -d vypíše pouze duplicitní řádky.
```
$ sort seznam.txt | uniq -d
Jana
Petr
```

Utřídění souboru, výpis duplicitních řádků a jejich počet; přepínač -c vypíše před duplicitní hodnotu, kolikrát se v souboru nachází:
```
$ sort seznam.txt | uniq -d -c
2 Jana
2 Petr
```

Výpis duplicitních řádků a jejich počet ze dvou souborů:
```
$ cat katalog.txt
Petr
Tomáš
Martin
Lucie
```

```
$ sort seznam.txt katalog.txt | uniq -d -c
2 Jana
3 Petr
2 Tomáš
```